# Neoechinorhynchus australis
Neoechinorhynchus australis är en hakmaskart som beskrevs av Van Cleave 1931. Neoechinorhynchus australis ingår i släktet Neoechinorhynchus och familjen Neoechinorhynchidae. Inga underarter finns listade i Catalogue of Life.